# Francesca Piccinini
Francesca Piccinini (* 10. Januar 1979 in Pietrasanta) ist eine italienische Volleyballspielerin, die viermal (2000, 2004, 2008 und 2012) für das Frauen-Nationalteam bei Olympischen Spielen teilnahm. Ihren größten Erfolg feierte sie mit dem Nationalteam im Jahr 2002 während der Weltmeisterschaft in Deutschland, als die Mannschaft den Titelgewinn feierte. 2007 wurde sie in Belgien und 2009 in Polen Europameisterin.
Ihr Debüt im Nationalteam gab sie gegen die USA im Jahr 1995.
Mit ihrem Verein Volley Bergamo wurde Piccinini viermal italienischer Meister (2002, 2004, 2006 und 2011) und gewann fünfmal die Champions League (2000, 2005, 2007, 2009 und 2010). 2010 wurde sie hierbei als „Wertvollste Spielerin“ ausgezeichnet. Mit Pomì Casalmaggiore gewann sie 2016 erneut die Champions League. Mit Igor Gorgonzola Novara gewann sie 2017 die italienische Meisterschaft und 2019 die Champions League.
Auch als Fotomodell war Piccinini aktiv, so erschienen mehrere Abbildungen von ihr in der italienischen Men’s Health.